# Michail Semënov
Michail Vladimirovič Semënov (in russo Михаил Владимирович Семёнов?; Rostov sul Don, 18 settembre 1933 – Mosca, 9 novembre 2006) è stato un cestista sovietico.

## Carriera
Con l'Unione Sovietica ha disputato due edizioni dei Giochi olimpici (Melbourne 1956, Roma 1960), i Campionati mondiali del 1959 e tre edizioni dei Campionati europei (1955, 1957, 1959).

## Palmarès
- Campionato sovietico: 3

CSKA Mosca: 1960, 1960-61, 1961-62
- Coppa dei Campioni: 2

CSKA Mosca: 1960-61, 1962-63